# District de Calais
Le district de Calais est une ancienne division territoriale française du département du Pas-de-Calais de 1790 à 1795.
Il était composé des cantons de Calais, Ardres, Audruicq, Nouvelle-Église, Guines, Licques, Peuplingue et Saint Pierre.